# Juan Vinuesa
Juan Vinuesa (? – ?) fou un mestre d'escacs argentí.

## Resultats destacats en competició
Va participar tres cops al campionat d'escacs de l'Argentina (Torneo Mayor); on hi empatà als llocs 5è-7è el 1934 (el guanyador fou Roberto Grau), empatà als llocs 8è-9è el 1936 (el guanyador fou Carlos Guimard), i empatà als llocs 4t-6è el 1937 (el guanyador fou Jacobo Bolbochán).
En torneigs internacionals, compartí el tercer lloc a Buenos Aires 1934/35 (5è campionat d'escacs sud-americà (Torneio Sulamericano, el campió fou Luis Piazzini), empatà als llocs 3r-4t a Mar del Plata 1936 (6è Torneo Sudamericano, el guanyador fou Isaias Pleci), empatà als llocs 4t-7è a Rosario 1939 (el guanyador fou Vladimirs Petrovs), i empatà als llocs 10è-12è al Torneig de Mar del Plata 1941 (el campió fou Gideon Ståhlberg).